# Els Poblets
Els Poblets és un municipi del País Valencià, a la comarca de la Marina Alta.

## Geografia

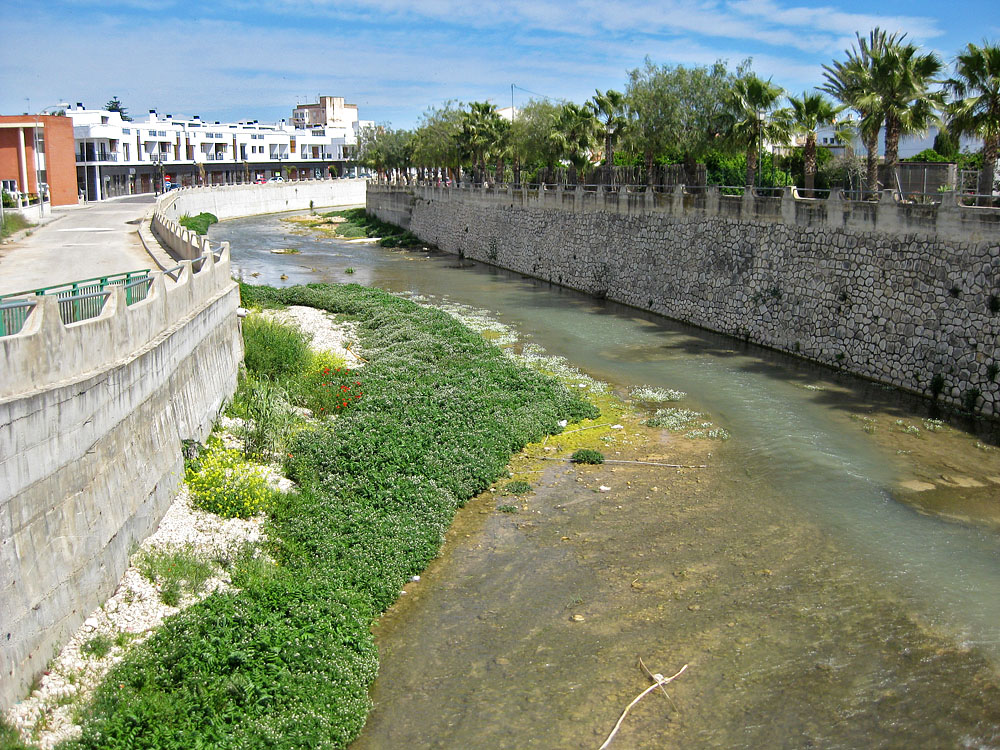
El riu Girona al seu pas pels Poblets; al marge esquerre, el passeig i el centre comercial, construïts el 2008

Els Poblets està situat al nord de la comarca, en un terreny pla format per les terres d'al·luvió del riu Girona. Compta amb al voltant d'1 km de costa sobre el Mediterrani, on es troba la platja de l'Almadrava. És precisament a la punta de l'Almadrava on desemboca el Girona.
El terme municipal limita amb els termes de Dénia i el Verger.
La temperatura mitjana oscil·la entre els 11º al gener i els 25º del mes de juliol sent el volum de precipitacions de 600 mm.

## Història
La història del municipi es remunta a l'època romana, quan s'hi va instal·lar una fàbrica d'àmfores de la qual actualment queden escasses restes, a banda d'un solar on se n'han museïtzat algunes. Durant el període àrab s'hi van crear tres alqueries, anomenades els Llocs, que van donar lloc a Setla, Mira-rosa i Miraflor, nuclis units definitivament el 1971 i coneguts popularment com els Poblets, nom que adoptà oficialment el municipi el 25 de novembre de 1991 (Decret 216/91, del Consell de la Generalitat Valenciana).
Cap al segle xvi Miraflor era propietat dels senyors de Perpinyà, mentre que Setla i Mira-rosa pertanyien a la baronia dels Uharte.
Amb posterioritat passarien a la casa dels Cardona. Va ser lloc de moriscs, comptabilitzant-se en 1609 un total de 85 cases, després de la seua expulsió la repoblació es va efectuar amb gents procedents de Mallorca.
Hui en dia és una població amb dos nuclis, a banda i banda del riu Girona, que coincidixen amb els tres pobles esmentats i un gran nombre d'urbanitzacions turístiques situades entre el nucli urbà i la mar.
A l'octubre de 2007, els Poblets fou un dels municipis de la Marina Alta que més patí els efectes de la riuada del riu Girona, que passa enmig del nucli urbà. Negà gran part del poble i causà importants desperfectes al llit de riu i als ponts, a més de malmetre diverses cases i carrers.
Els Poblets és un municipi històricament lligat al Verger, que es troba connectat amb el primer pel riu, diverses carreteres i un carril bici. Gràcies a la construcció de diverses urbanitzacions, els dos pobles es confronten sense gaire horta entremig.

## Patrimoni i llocs d'interés

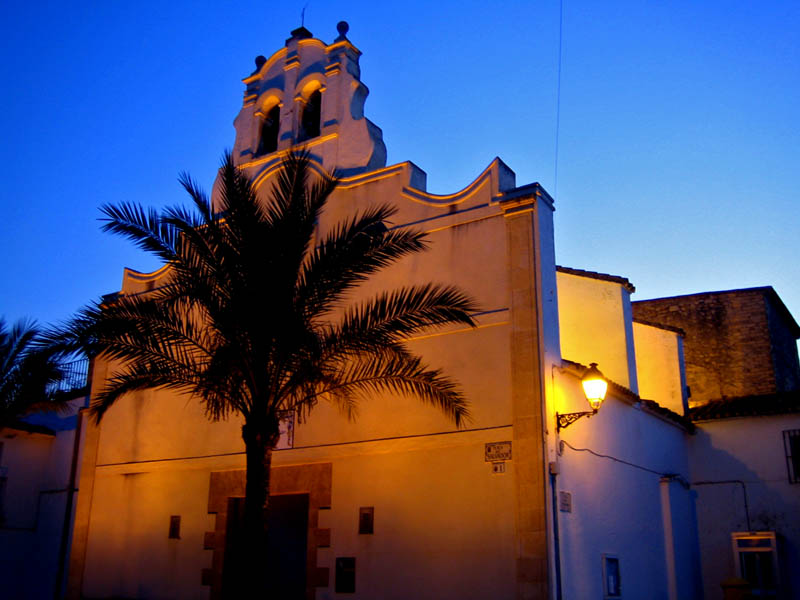
Església del Salvador

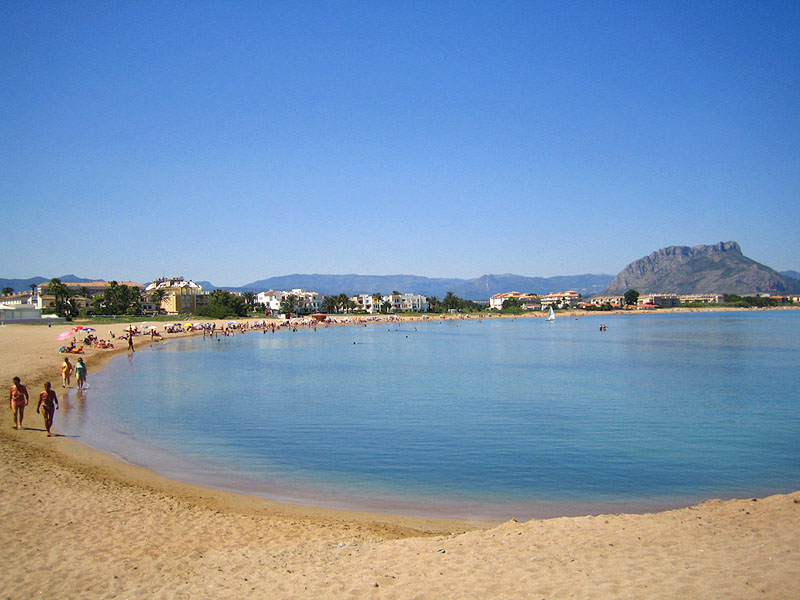
La badia de l'Estanyó des de la punta dels Molins; en primer terme, la platja dels Molins, al municipi de Dénia; al fons, els desembocaments del barranc de l'Alberca i el riu Girona, on arranca la badia de l'Almadrava ja al terme dels Poblets

- Església parroquial del Salvador: Recentment se n'ha restaurat la façana externa i l'interior del temple. La imatge del Salvador, patró dels Poblets, presidix el magnífic retaule.
- Torre de Guaita: Torre defensiva del segle xv que vigilava l'accés a la població des del riu Girona. Té una alçada d'11 metres i tres pisos. Declarada Bé d'Interés Cultural el 1985.[1]
- Jaciment d'una vil·la romana a la platja de l'Almadrava[1]
- Església de Sant Josep: Es troba a Miraflor i és de més reduïdes dimensions que l'anterior.
- Platja de l'Almadrava: Està formada per cudols i és àmplia i tranquil·la. Comença a la Punta de l'Almadrava i acaba en una arbrada amb pins de la qual arrenca una carretera comarcal que arriba fins al nucli urbà dels Poblets. Tota la zona litoral està dotada de serveis turístics.

## Demografia
Té una població de 3.078 habitants (INE 2007), el 60,1% dels quals és de nacionalitat estrangera, principalment d'altres països de la Unió Europea (1.400 censats, el 48,9% del cens).
| Població | 1.019 | 1.024 | 1.191 | 1.857 | 2.865 | 3.078 | 3.267 |

## Economia
Els Poblets és un poble bàsicament de serveis turístics amb petites explotacions dedicades al cultiu de cítrics en la seua major part. El turisme té cada vegada més pes en l'economia municipal a causa del creixent empenta de les urbanitzacions que s'han desenvolupat a la zona costanera.

## Política i govern

### Composició de la Corporació Municipal
El Ple de l'Ajuntament està format per 11 regidors. En les eleccions municipals de 26 de maig de 2019 foren elegits 4 regidors del Partit Popular (PP), 3 del Partit Socialista del País Valencià (PSPV-PSOE), 3 de Compromís pels Poblets (Compromís) i 1 del Partit Independent de Residents Europeus els Poblets (PIREE).
| Eleccions municipals de 26 de maig de 2019 - els Poblets                                                                                             |                                                      |                                     |                                     |        |          |          |
| Candidatura | Candidatura                                          | Candidatura                         | Cap de llista                       | Vots   | Vots     | Regidors |
| | Partit Popular                                       |                                     | Jaime Ivars Mut                     | 354    | 37,26%   | 4 (-1)   |
| | Partit Socialista del País Valencià-PSOE             |                                     | Carolina Vives Bolufer              | 272    | 28,63%   | 3 (+1)   |
| | Compromís pels Poblets                               |                                     | Salvador Sendra Gasquet             | 242    | 25,47%   | 3 ()     |
| | Partit Independent de Residents Europeus els Poblets |                                     | Francisco Pérez Ribot               | 76     | 8,00%    | 1 ()     |
| | Vots en blanc                                        |                                     |                                     | 6      | 0,63%    |          |
| Total vots vàlids i regidors | Total vots vàlids i regidors                         | Total vots vàlids i regidors        | Total vots vàlids i regidors        | 950    | 100 %    | 11       |
| | Vots nuls                                            | Vots nuls                           | Vots nuls                           | 15     | 1,55%    |          |
| Participació (vots vàlids més nuls) | Participació (vots vàlids més nuls)                  | Participació (vots vàlids més nuls) | Participació (vots vàlids més nuls) | 965    | 54,49%** |          |
| Abstenció | Abstenció                                            | Abstenció                           | Abstenció                           | 806*   | 45,51%** |          |
| Total cens electoral | Total cens electoral                                 | Total cens electoral                | Total cens electoral                | 1.771* | 100 %**  |          |
| Alcaldessa: Carolina Vives Bolufer (PSPV) (15/06/2019) Per majoria absoluta dels vots dels regidors (7 vots: 3 de PSPV, 3 de Compromís i 1 de PIREE) |                                                      |                                     |                                     |        |          |          |
| Fonts: JEC, JEZ Dénia, M. Interior, Periòdic Ara. (* No són vots sinó electors. ** Percentatge respecte del cens electoral.)                         |                                                      |                                     |                                     |        |          |          |

### Alcaldes
Des de 2015 l'alcaldessa dels Poblets és Carolina Vives Bolufer del Partit Socialista del País Valencià (PSPV-PSOE).
| Període                       | Alcalde o alcaldessa    | Partit polític | Data de possessió | Observacions |
| ----------------------------- | ----------------------- | -------------- | ----------------- | ------------ |
| 1979–1983                     | José Doménech Caravaca  | GTI            | 19/04/1979        | --           |
| 1983–1987                     | José Andrés Caselles    | UPV            | 28/05/1983        | --           |
| 1987–1991                     | José Andrés Caselles    | UPV            | 30/06/1987        | --           |
| 1991–1995                     | José Andrés Caselles    | CIN            | 15/06/1991        | --           |
| 1995–1999                     | Salvador Sendra Gasquet | UPV-BN         | 17/06/1995        | --           |
| 1999–2003                     | Salvador Sendra Gasquet | Bloc-EVB-V     | 03/07/1999        | --           |
| 2003–2007                     | Jaime Ivars Mut         | PP             | 14/06/2003        | --           |
| 2007–2011                     | Jaime Ivars Mut         | PP             | 16/06/2007        | --           |
| 2011–2015                     | Jaime Ivars Mut         | PP             | 11/06/2011        | --           |
| 2015–2019                     | Salvador Sendra Gasquet | Compromís      | 13/06/2015        | --           |
| 2019-2023                     | Carolina Vives Bolufer  | PSPV-PSOE      | 15/06/2019        | --           |
| Des de 2023                   | n/d                     | n/d            | 17/06/2023        | --           |
| Fonts: Generalitat Valenciana |                         |                |                   |              |

## Festes
- Festes Patronals. Se celebren en honor del Salvador. Comencen el 28 de juliol amb un novenari que acaba la vigília del dia del Salvador, 6 d'agost. Al llarg del novenari es realitzen diversos actes lúdics: l'Entrà de la Murta, revetlles, correfocs, tir i arrossegament, danses, partits de pilota valenciana i desfilada de Moros i cristians, entre altres activitats.